# سلق (كشر)

تعديل مصدري - تعديل

سلق هي إحدى قرى عزلة عاهم بمديرية كشر التابعة لمحافظة حجة، بلغ تعداد سكانها 231 نسمة حسب تعداد اليمن لعام 2004.